# Шахматы в Литве
Шахматы в Литве — история шахмат в Литве, которая входит в ФИДЕ с 1927 года (повторно с 1991 года).

## История

### Появление шахмат в Литве
Археологические раскопки на территории Тракайского замка свидетельствуют о том, что шахматы были известны в Литве уже в XIV веке. Найденные шахматные фигуры схожи по внешнему виду с теми, что обнаружены на территории древне-русского государства. Первые шахматные кружки возникли во 2-й половине XIX века. Известно, что в 1866 клайпедские шахматисты играли матч по переписке с шахматистами Ганновера. В 1887 организован шахматный кружок в Вильно; его почётным членом и соавтором устава был М. Чигорин; в 1887—1890 состоялся матч по переписке между шахматистами Вильно и Воронежа. В 1912 в Вильно проходил Всероссийский шахматный конгресс. В 1920 учреждён Каунасский шахматный клуб.

### После первой мировой
В 1929 создан шахматный союз Литвы, который проводил свои чемпионаты, в которых успешно выступали молодые шахматисты: П. Вайтонис, С. Гордонас, М. Луцкис, В. Микенас и другие. Крупным событием шахматной жизни в Литве стал 1-й прибалтийский турнир (Клайпеда, 1931): победитель — литовский шахматист И. Вистанецкис. В 1930—1939 шахматный союз Литвы — член ФИДЕ; представителем Литвы в ФИДЕ был известный шахматный композитор 3. Колоднас (1892—1941). Литовские шахматисты — участники 6 шахматных олимпиад: 3-я (1930) и 6-я (1935) — 14-е; 4-я (1931) и 8-я (1939) — 13-е; 5-я (1933) — 7-е; 7-я (1937) — 8-е места. Развитию и популяризации шахмат способствовали приезды Р. Рети (1925), Эм. Ласкера (1932), Р. Шпильмана (1934), С. Флора (1938). В 1940 как представитель Литовской ССР В. Микенас принял участие в 12-м чемпионате СССР — 14-е место.

### После второй мировой
После освобождения Литовской ССР (январь 1945) от немецко-фашистских оккупантов появились благоприятные условия для развития шахмат в республике. В 1945 состоялся Прибалтийский турнир: победила команда Литвы, в личном турнире — В. Микенас. Первый мужской чемпионат Литовской ССР проведён в 1941 (с 1945 — ежегодно). 10 раз побеждал Р. Холмов, по 7 — В. Микенас и А. Бутнорюс, 4 — Г. Пешина. С 1948 проходят женские чемпионаты; по 9 побед у М. Картанайте и В. Каушилайте-Кутавичене, 4 — у К. Чукаевой, по 3 — у Р. Бандзене (Картанайте) и у М. Лихтенфельд.
Команда Литвы — участница Спартакиад народов СССР: 1959 — 11-е, 1963 и 1967 — 13-е, 1975 — 10-е, 1979 — 14-е, 1983 — 15-е, 1986 — 5-е (муж.) и 6-е места (жен.). Результаты сборной команды республики в чемпионатах СССР: 1948 — 5-е, 1955 — 7-е, 1958 — 6—7-е, 1960 и 1985 — 10-е, 1962 — 8-е, 1969 — 15-е, 1972 — 13-е, 1981 — 11-е места.
Традиционными стали встречи шахматистов Вильнюса и Каунаса на 100 досках, Шауляя и Клайпеды — на 50, Паневежиса и Укмерге — на 30. С 1980 разыгрывается «Кубок В. Микенаса» (1980 — победитель Ю. Балашов, 1982 — В. Эйнгорн, 1985 и 1987 — А. Бутнорюс). В 33 районах и городах Литвы действуют шахматные отделения при спортивных школах. Работают шахматные кружки при Дворцах пионеров и средних школах. В 1987 в Литве насчитывалось свыше 60 тысяч шахматистов, в том числе 2 гроссмейстера (В. Гавриков, В. Микенас), 4 международных мастера — К. Багинскайте, А. Бутнорюс, В. Майоров, Э. Розенталис и свыше 20 мастеров спорта СССР. Активную шахматную работу вели спортивные общества «Жальгирис», «Локомотив», «Нямунас», «Трудовые резервы».
В Вильнюсе проводятся многие всесоюзные и международные соревнования: 1978 — зональный турнир ФИДЕ и турнир ЦШК; 1980 — матч претенденток Н. Александрия — М. Литинская и 48-й чемпионат СССР — высшая лига; 1983 — 43-й чемпионат СССР среди женщин; 1984 — турнир молодых мастеров и финальный матч претендентов Г. Каспаров — В. Смыслов; 1986 — чемпионат мира среди девушек; 1987 — матч за звание чемпиона СССР А. Белявский — В. Салов.

## Заочные шахматы
Заочные личные чемпионаты Литвы проводятся с 1960. Победителями становились: А. Уогяле (трижды), М. Ефимов, И. Хренов, И. Битаутас, Г. Растянис, Е. Захаров, Г. Пятрайтис, В. Вайтонис, А. Щюпокас. Наряду с личными чемпионатами проходят командные первенства. Команда Литвы — победитель 7-го (1982—1984) и 2-й призёр 8-го (1985—1987) чемпионатов СССР. Литовские шахматисты успешно выступают в международных заочных соревнованиях. Команда Литвы в 1963—1971 выиграла Кубок Европы по переписке. Результаты международных командных матчей: Литва — Финляндия (1967—1971) — 33½ : 24½; Литва — Венгрия (1970—1973) — 25 : 25; Вильнюс — Оберпфальц (ФРГ; 1971—1975) — 30 : 20; Вильнюс — Лодзь (1974—1977) — 9½ : 10½.
Звание международного гроссмейстера ИКЧФ присвоено Д. Лапенису; звание международного мастера ИКЧФ — В. Гефенасу, Ю. Кримеру, В. Микенасу, В. Мильвидасу, Г. Растянису, Б. Румянцеву, А. Уогяле (победил в 14-м чемпионате Европы, 1981). В. Гефенас выиграл чемпионат Европы среди юношей (1981).

## Шахматная композиция
С 1973 проводятся чемпионаты Литвы по композиции. Победители:
- Двухходовки — А. Вилкаускас, В. Инфлянскас, Е. Леун (трижды), В. Палюлёнис, В. Римкус, Р. Юозенас;
- Многоходовки — И. Гажимонас, Б. Гельпернас (4 раза), В. Римкус, Р. Юозенас (дважды);
- Задачи на кооперативный мат — Вилкаускас, Гельпернас (4 раза), Палюлёнис.

С 1978 проводятся очные соревнования по решению шахматных композиций; победители — В. Римкус (1978), Г. Мишкинис (1979), Е. Бахвалов (1980—1986), В. Палюлёнис (1987).

## Шахматы в прессе
Шахматные рубрики велись в республиканских газетах и журналах «Яунимо грятос», «Советская Литва», «Тиеса», «Швитурис» и других. Регулярно выходит в эфир «Передача для шахматистов».

## Изданные книги
Первая шахматная книга на литовском языке вышла в 1950 (В. Микенас, «Основы шахматной игры»). На литовском языке также изданы: В. Микенас, «35 лет за шахматной доской» (1961); «Кубок Европы» (1975, авторский коллектив); X. Р. Капабланка, «Учебник шахматной игры» (1978); А. Нимцович, «Моя система» (1982); Г. Пускунигис (автор-составитель), «Избранные партии чемпионов мира» (1983) и «Играем в шахматы» (1987); Ю. Авербах, М. Бейлин, «Путешествие в шахматное королевство» (1983).